# Klaus Vieweg (Rechtswissenschaftler)
Klaus Vieweg (* 1951) ist ein deutscher Jurist und Hochschullehrer im Ruhestand an der Friedrich-Alexander-Universität Erlangen-Nürnberg.

## Leben
Vieweg studierte Rechtswissenschaften und Sport an den Universitäten Münster und Bielefeld. 1981 promovierte er in Münster bei Rudolf Lukes zum Dr. jur. 1989 folgte die Habilitation, ebenfalls in Münster. Damit einher ging die Verleihung der venia legendi für die Fächer Bürgerliches Recht, Handels- und Gesellschaftsrecht, deutsches und internationales Wirtschaftsrecht und Zivilprozessrecht.
Nach Lehrstuhlvertretungen in Marburg, Berlin (Freie Universität) und Bielefeld folgte Vieweg einem Ruf der wirtschaftswissenschaftlichen Fakultät der Katholischen Universität Eichstätt-Ingolstadt. 1991 wechselte er an die Universität Erlangen-Nürnberg, wo er bis 2016 den Lehrstuhl für Bürgerliches Recht, Rechtsinformatik, Technik- und Wirtschaftsrecht innehatte. Von 1991 bis 2016 war Vieweg zudem Direktor des Instituts für Recht und Technik. Einen Ruf an die Universität Dresden lehnte er ab. Zu seinem siebzigsten Geburtstag überreichten ihm Schüler und Weggefährten eine Festschrift.
Zudem ist Vieweg Mitglied der deutschen Akademie der Technikwissenschaften, Vorstandsmitglied der International Association of Sports Law und war Vizepräsident der Deutschen Vereinigung für Sportrecht. Außerdem hat Vieweg die A-Trainerlizenz für die Sportart Kunstturnen.
Viewegs Forschungsschwerpunkte liegen insbesondere im Vereins- und Verbandsrecht, Sportrecht, Deliktsrecht, Sachenrecht sowie dem Technik- und Wirtschaftsrecht. Er ist Mitherausgeber der Zeitschrift für Sport und Recht. Eine Auswahl seiner Schriften zum Sportrecht erschien 2016.

## Werke (Auswahl)
- Atomrecht und technische Normung. Duncker & Humblot, Berlin 1982, ISBN 978-3-428-45120-3. (Dissertation)
- Normsetzung und -anwendung deutscher und internationaler Verbände. Duncker & Humblot, Berlin 1990, ISBN 978-3-428-06948-4. (Habilitationsschrift)
- Klaus Vieweg & Thomas Regenfus: Examinatorium Sachenrecht. 2. Auflage. Vahlen, München 2011, ISBN 978-3-8006-4161-1.
- Klaus Vieweg & Anne Röthel: Fälle zum Sachenrecht. 5. Auflage. Vahlen, München 2021, ISBN 978-3-8006-6570-9.
- Klaus Vieweg & Sigrid Lorz: Sachenrecht. 9. Auflage. Vahlen, München 2022, ISBN 978-3-8006-6615-7.
- Klaus Vieweg & Michael Fischer (Hrsg.): Wirtschaftsrecht. 2. Auflage. Nomos, Baden-Baden 2023, ISBN 978-3-8487-7297-1.
- Udo Steiner & Wolf-Dietrich Walker (Hrsg.): Von „Sport und Recht“ zu „Faszination Sportrecht“ - Ausgewählte Schriften von Klaus Vieweg. 1. Auflage. Duncker & Humblot, Berlin 2016, ISBN 978-3-428-14982-7.